# Вакцинація проти COVID-19 у Єгипті
Вакцинація проти COVID-19 у Єгипті — це кампанія масової імунізації населення Єгипту проти COVID-19 під час пандемії коронавірусної хвороби.

## Хронологія
Єгипет розпочав свою програму вакцинації 24 січня 2021 року. 10 грудня 2020 року країна отримала 50 тисяч доз вакцини Sinopharm BIBP, а пізніше 50 тисяч доз вакцини AstraZeneca 31 січня 2021 року. У лютому, березні та травні 2021 року Єгипет отримав 1,1 мільйона доз вакцини Sinopharm BIBP і 2,55 мільйона доз вакцини Oxford–AstraZeneca.
6 серпня 2021 року Румунія оголосила про намір передати Єгипту 525 тисяч доз вакцини Oxford-AstraZeneca.
У жовтні 2021 року США доставили до Єгипту 8,25 мільйона доз вакцини Pfizer-BioNTech через COVAX.
25 грудня 2021 року США доставили чергову партію з 1,5 мільйона доз вакцини Pfizer-BioNTech через COVAX.
30 грудня 2021 року Єгипет отримав 347460 доз вакцини Oxford-AstraZeneca через COVAX.
До кінця 2021 року було введено понад 55 мільйонів доз вакцини.
1 січня 2022 року Єгипет отримав 1,5 мільйона доз вакцини Pfizer-BioNTech, подарованих США.

## Прогрес вакцинації
На кінець лютого 2021 року було введено 1315 доз вакцини; 78879 доз до кінця березня; 928930 до кінця квітня; 2586274 до кінця травня; 4282641 до кінця червня; 5337506 до кінця липня; 8741005 до кінця серпня; 13,8 мільйона до кінця вересня; 25,1 мільйона до кінця жовтня; 37,7 мільйона до кінця листопада; 53,7 мільйона до кінця грудня 2021 року; 65,1 мільйона до кінця січня 2022 року; 71,4 мільйона до кінця лютого 2022 року; 78 мільйонів до кінця березня 2022 року; 82 мільйони до кінця квітня 2022 року. 49 % цільового населення було повністю вакциновано до кінця 2021 року.